# Диван (учреждение)
Вижте пояснителната страница за други значения на Диван.
Диванът (на персийски: دیوان) е висш законодателен, изпълнителен и съвещателен орган в ислямски страни, както и титла на ръководителя на такъв орган.

## Персия, Арабски халифат
Първото споменаване на термина е от VII век, по времето на халифа Омар (634 – 644), като означава списък на публичните вземания, както и мястото за съхранение на данъчните списъци. Когато създава данъчно-административната система на Халифата, халифът се ръководи от примера на Сасанидска Персия, откъдето прелива в арабската практика старата персийска данъчна система. По-късно употребата на термина се разпростира към различни органи на държавната власт.

## Османска империя
Посредством арабската традиция в Близкия изток основен орган на държавната власт в Османската империя става диванът – личният съвет на султана. По време на завоюването на Балканите през XIV век племенният съвет на бейовете под влияние на арабско-персийската традиция се превръща в диван, в който се включват всички висши служители начело с везира, председателствал неговите заседания (впоследствие велик везир).
В края на XIV век, поради нарасналата сложност на управлението, се появява висшата везирска длъжност „велик везир“ – пръв помощник и съветник на султана. Освен везирите (4-ма към XVI век), в османския държавен съвет участват всички командващи основните родове войски – двамата бейлербейове на Румелия и Анатолия, агата на еничарския корпус, капудан пашата на флота, както и дефтердарят (ръководителят на дефтерхането – висшето финансово учреждение), нишанджията (пазителят на държавния печат, началник на дворцовата канцелария), кадъаскерът (прекият началник на съдиите) и шейх юл-ислямът (върховна духовна длъжност в империята).
До края на XVI век диванът има чисто консултативни функции, като обикновено султанът дори не присъства пряко на заседанията му, а обмисля съветите на дивана, слушайки заседанията му от съседна стая в Топкапъ сарай.

## Други страни
Във васалните на Османската империя Дунавски княжества с диван се означавали съсловните събрания.
В Индонезия диван означава съвет (съвещателно-експертен орган) в управлението.
Диван се наричат някои министерства в Мароко.